# In Old Chicago
In Old Chicago is een Amerikaanse dramafilm uit 1938 onder regie van Henry King. De film werd destijds in Nederland uitgebracht onder de titel In oud Chicago.

## Verhaal
Molly O'Leary is een weduwe met drie zoons in Chicago. Haar oudste zoon Dion is een crimineel in de achterbuurten, die zijn geld verdient met casino's. Haar tweede zoon Jack is een politiek geëngageerde advocaat met een missie. Doordat een koe van Molly een olielamp omverloopt in haar stallen, breekt er een grote brand uit in de stad.

## Rolverdeling
| Acteur            | Personage               |
| ----------------- | ----------------------- |
| Tyrone Power      | Dion O'Leary            |
| Alice Faye        | Belle Fawcett           |
| Don Ameche        | Jack O'Leary            |
| Alice Brady       | Molly O'Leary           |
| Andy Devine       | Pickle Bixby            |
| Brian Donlevy     | Gil Warren              |
| Phyllis Brooks    | Ann Colby               |
| Tom Brown         | Bob O'Leary             |
| Sidney Blackmer   | Generaal Sheridan       |
| Berton Churchill  | Senator Colby           |
| June Storey       | Gretchen                |
| Paul Hurst        | Edward Mitchell         |
| Tyler Brooke      | Zanger                  |
| J. Anthony Hughes | Patrick O'Leary         |
| Gene Reynolds     | Dion O'Leary (als kind) |

## Prijzen en nominaties
| Jaar | Prijs  | Categorie                | Genomineerde(n) | Uitslag     |
| ---- | ------ | ------------------------ | --------------- | ----------- |
| 1938 | Oscars | Beste vrouwelijke bijrol | Alice Brady     | Gewonnen    |
| 1938 | Oscars | Beste regieassistent     | Robert D. Webb  | Gewonnen    |
| 1938 | Oscars | Beste film               | Henry King      | Genomineerd |
| 1938 | Oscars | Beste verhaal            | Niven Busch     | Genomineerd |
| 1938 | Oscars | Beste geluid             | E.H. Hanseen    | Genomineerd |
| 1938 | Oscars | Beste muziek             | Louis Silver    | Genomineerd |